# Krystyna Pawłowicz

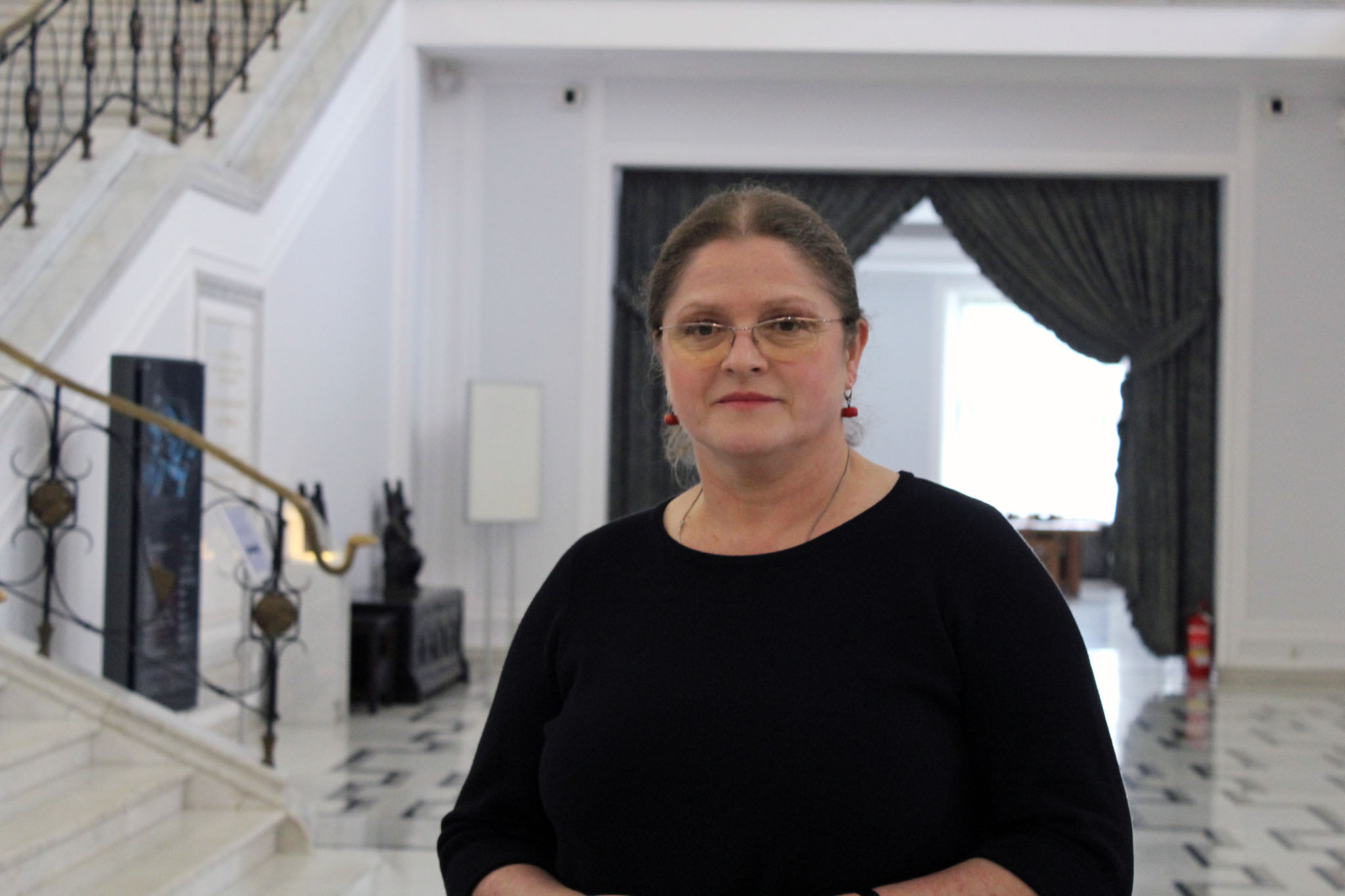
Krystyna Pawłowicz w Sejmie RP

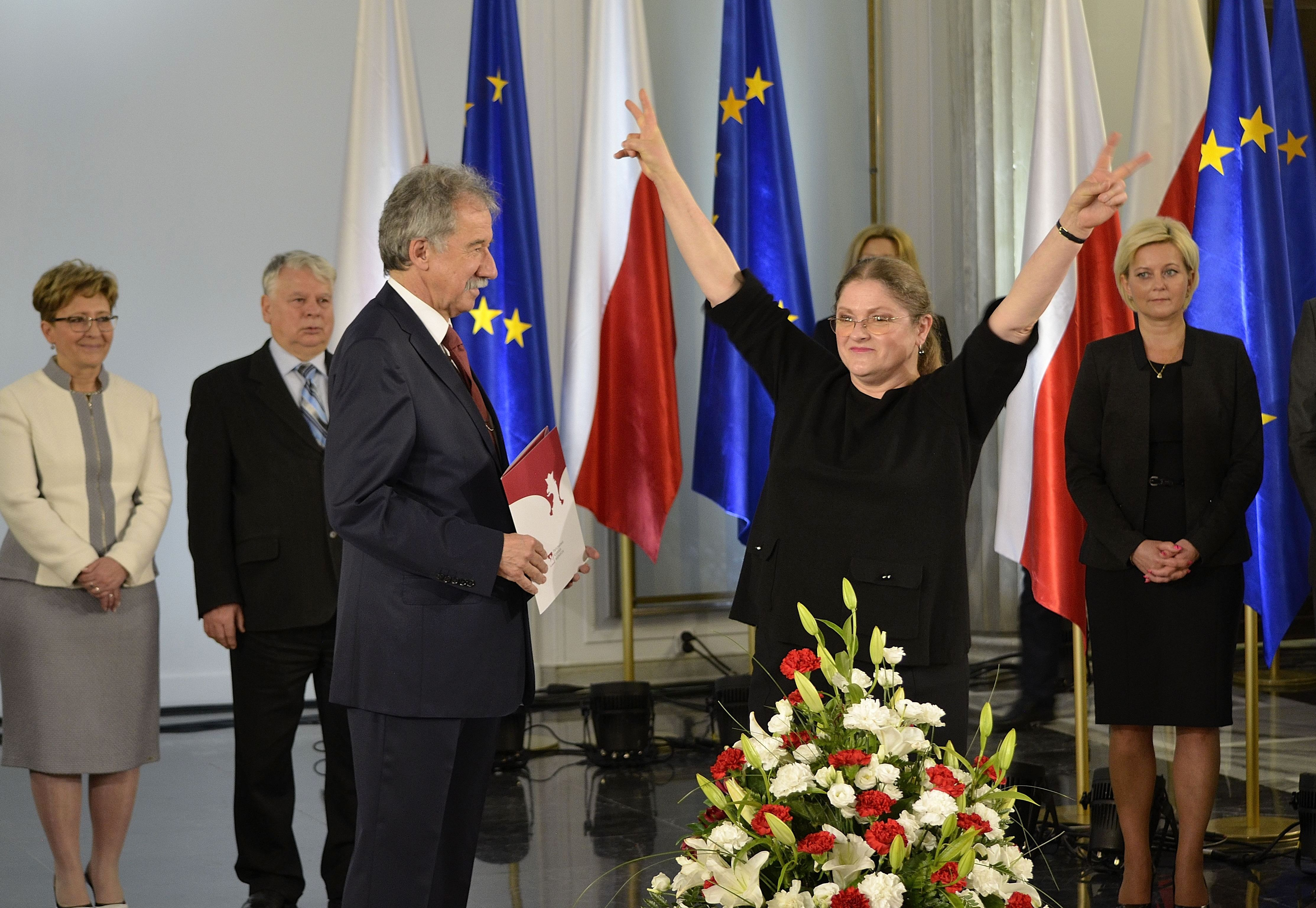
Krystyna Pawłowicz odbierająca z rąk przewodniczącego Państwowej Komisji Wyborczej Wojciecha Hermelińskiego zaświadczenie o wyborze na posła VIII kadencji Sejmu, 2015

Krystyna Pawłowicz (ur. 14 kwietnia 1952 w Wojcieszowie) – polska polityczka, prawniczka specjalizująca się w zakresie prawa gospodarczego publicznego, nauczycielka akademicka, doktorka habilitowana nauk prawnych, w latach 2007–2011 członkini Trybunału Stanu, posłanka na Sejm VII i VIII kadencji (2011–2019), członkini Krajowej Rady Sądownictwa w latach 2011–2019, sędzia Trybunału Konstytucyjnego z kadencją od 5 grudnia 2019.

## Życiorys
W młodości uprawiała dyscypliny lekkoatletyczne, w tym biegi oraz rzuty oszczepem i dyskiem. W rzucie oszczepem zdobyła mistrzostwo Mazowsza młodzików. Osiągała dobre wyniki także w biegach sprinterskich.
W 1976 ukończyła studia prawnicze na Wydziale Prawa i Administracji Uniwersytetu Warszawskiego. Podczas studiów należała do Socjalistycznego Związku Studentów Polskich.
Następnie została nauczycielką akademicką na uczelni. Przez dwa lata pracowała w Zakładzie Prawa Rolnego, po czym przez ponad 30 lat była pracowniczką naukowo-dydaktycznym w Zakładzie Administracyjnego Prawa Gospodarczego i Bankowego Instytutu Nauk Administracyjno-Prawnych na WPiA UW. Przez kilka lat współpracowała w ramach Instytutu Nauk Prawnych PAN z Ludwikiem Barem. W 1979 ukończyła aplikację sędziowską. W 1986 uzyskała stopień doktorki nauk prawnych w zakresie prawa administracyjnego, a w 2005 habilitowała się na podstawie dorobku naukowego oraz rozprawyzatytułowanej Przedsiębiorca wobec Najwyższej Izby Kontroli. Studium publicznoprawne.
W latach 2007–2011 była zatrudniona na stanowisku profesorki nadzwyczajnej Uniwersytetu Warszawskiego, zaś w latach 2011–2012 na stanowisku profesorki nadzwyczajnej Uniwersytetu Kardynała Stefana Wyszyńskiego w Warszawie oraz kierowniczki Katedry Publicznego Prawa Gospodarczego na Wydziale Prawa i Administracji tej uczelni. W latach 2007–2018 była nauczycielką akademicką Wyższej Szkoły Administracji Publicznej w Ostrołęce.
Od 1980 do 1981 była członkinią Komisji Zakładowej NSZZ „Solidarność” na Wydziale Prawa i Administracji Uniwersytetu Warszawskiego. Brała udział w rozmowach Okrągłego Stołu po stronie solidarnościowej w ramach podzespołu ds. organizacji społecznych, zajmującego się projektem ustawy o zgromadzeniach, której była współautorką. Od 1989 była ekspertką Sejmu i Senatu w zakresie prac legislacyjnych. Współtworzyła działającą na zapleczu prezydenta Lecha Wałęsy Partię Victoria. W okresie rządu Jana Olszewskiego działała jako doradczyni prawna ministra i Biura Prasowego Rządu. Przygotowała ok. 50 opinii i ekspertyz prawnych na zlecenie Sejmu i Senatu, Kancelarii Prezydenta RP oraz centralnych i naczelnych organów państwowych. Jest autorką i współautorką ok. 90 publikacji naukowych, w tym książek i artykułów naukowych, a także współautorką podręcznika akademickiego Prawo gospodarcze. Zagadnienia administracyjnoprawne. Wydała Raport dla rządu o centralnych organach administracji rządowej, opublikowany przez Urząd Rady Ministrów w 10 zeszytach w latach 1995–1996.
Od kwietnia 2001 do czerwca 2002 zasiadała w radzie nadzorczej PZU Życie.
14 listopada 2007 Sejm wybrał ją na stanowisko członkini Trybunału Stanu na czteroletnią kadencję 2007–2011. Rekomendującym klubem parlamentarnym było Prawo i Sprawiedliwość. W 2008 publicznie zakwestionowała zgodność traktatu lizbońskiego z Konstytucją RP. Od września 2009 do marca 2010 zasiadała w radzie nadzorczej Telewizji Polskiej.
Publikowała artykuły prawne i publicystyczno-naukowe w „Rzeczpospolitej”, „Życiu Gospodarczym”. Została także publicystką „Naszego Dziennika”, Radia Maryja (m.in. w ramach audycji Myśląc Ojczyzna) i „Rzeczy Wspólnych”.
W wyborach parlamentarnych w 2011 była kandydatką bezpartyjną i liderką listy PiS do Sejmu w okręgu siedleckim. Uzyskała mandat poselski, otrzymując 20 681 głosów. Została przedstawicielką Sejmu VII kadencji w Krajowej Radzie Sądownictwa. W toku kadencji zyskała rozgłos medialny, m.in. przedstawiając w styczniu 2013 stanowisko Klubu Parlamentarnego PiS w sprawie poselskich projektów ustaw dotyczących związków partnerskich. W 2015 z powodzeniem ubiegała się o poselską reelekcję (dostała 18 070 głosów). Zasiadła w prezydium klubu PiS, a także została przedstawicielką Sejmu VIII kadencji w Krajowej Radzie Sądownictwa.
Pod koniec 2018 ogłosiła na swoim profilu na Twitterze, że jesienią 2019 z końcem kadencji parlamentu wycofa się z życia politycznego, co było szeroko komentowane w mediach. Nie kandydowała w wyborach parlamentarnych w 2019. W październiku 2019 posłowie Prawa i Sprawiedliwości zgłosili jej kandydaturę na sędziego Trybunału Konstytucyjnego. Kandydaturę tę ponowiono w Sejmie IX kadencji. 21 listopada 2019 została wybrana głosami posłów klubu Prawa i Sprawiedliwości na stanowisko sędziego Trybunału Konstytucyjnego. 5 grudnia złożyła ślubowanie, rozpoczynając dziewięcioletnią kadencję.
22 października 2020 była w składzie orzekającym Trybunału Konstytucyjnego, w którym TK wydał wyrok o niezgodności z Konstytucją Rzeczypospolitej Polskiej wykonywania aborcji z powodu ciężkiego i nieodwracalnego upośledzenia płodu albo nieuleczalnej choroby zagrażającej jego życiu. Wyrok Trybunału został negatywnie oceniony pod względem proceduralnym i merytorycznym przez zespół ekspertów pod przewodnictwem prof. Marka Chmaja i doprowadził do licznych protestów przeciwko zmianie przepisów aborcyjnych na ogólnokrajową skalę. 2 lipca 2025 poinformowano, że Pawłowicz złożyła wniosek z prośbą o przeniesienie w stan spoczynku, co Zgromadzenie Ogólne Sędziów Trybunału Konstytucyjnego przyjęło w uchwale. Pełnienie przez nią funkcji sędzi Trybunału Konstytucyjnego zakończy się 5 grudnia 2025.

## Wyniki wyborcze
| Wybory | Komitet wyborczy   | Komitet wyborczy       | Organ             | Okręg | Wynik          |
| ------ | ------------------ | ---------------------- | ----------------- | ----- | -------------- |
| 2011   |                    | Prawo i Sprawiedliwość | Sejm VII kadencji | nr 18 | 20 681 (6,04%) |
| 2015   | Sejm VIII kadencji | Prawo i Sprawiedliwość | 18 070 (4,82%)    | nr 18 |                |

## Życie prywatne
Córka Leona Pawłowicza i jego drugiej żony, Krystyny z d. Gawrońskiej. Jest niezamężna i bezdzietna. Przez wiele lat opiekowała się swoimi ciężko chorymi na nowotwory rodzicami. Mieszka w Warszawie.

## Kontrowersje
Krystyna Pawłowicz zyskała popularność ze względu na ekscentryczny wizerunek i kontrowersyjne wypowiedzi, które przez wielu komentatorów były uznawane za mowę nienawiści. W latach 2012–2018 Komisja Etyki Poselskiej wielokrotnie zwracała Pawłowicz uwagę, a także udzielała upomnienia oraz nagany za naruszenie zasady dbałości o dobre imię Sejmu.

## Wybrane publikacje
- Przedsiębiorca wobec Najwyższej Izby Kontroli: studium publicznoprawne, Liber, Warszawa 2005, ISBN 83-7206-114-9.
- Wolność gospodarcza, [w:] Prawo Gospodarcze. Zagadnienia administracyjnoprawne, Wydawnictwa Prawnicze PWN, Warszawa 1998, s. 53–80.
- Bez cenzury. O prawie i Unii Europejskiej [rozmawiał Łukasz Żygadło], Bollinari Publishing House – Polska Księgarnia Narodowa, Warszawa 2015, ISBN 978-83-63865-97-9.